# Аскаров, Салимгарей Сахибгареевич
Салимгарей Сахибгареевич Аскаров (12 декабря 1936, Нижние Услы, Башкирская АССР — 8 марта 1991, Стерлитамак, Башкирская АССР) — старший аппаратчик завода синтетического каучука (Стерлитамак), Герой Социалистического Труда.

## Трудовая деятельность
С октября 1953 года в колхозе имени Салавата Стерлитамакского района. После демобилизации с 1958 года вернулся домой. Работал электрослесарем в СМУ-6 треста «Стерлитамакстрой». В январе 1960 года перешел работать на Стерлитамакский завод синтетического каучука. Работал аппаратчиком, старшим аппаратчиком цеха Е-2.
За время работы на заводе С. С. Аскаров повысил свою квалификацию до специалиста высшего разряда, освоил все рабочие места аппаратчиков цеха. Производственные задания вместе с подчиненным персоналом выполнял на 110—115 %. Продукцию выпускал только отличного качества. Социалистические обязательства на девятую пятилетку (1971—1975 годы) выполнил досрочно — к июлю 1975 года. Производительность труда за пятилетку увеличил на 90 %.
В 1974 и 1975 годах почины С. С. Аскарова — «Лучший контроль — рабочая совесть», «От сырья до готовой продукции со знаком качества», «25 стахановских вахт в честь XXV съезда КПСС» — нашли широкую поддержку в коллективе цеха и завода. Предложения, поданные им в ходе смотра по экономии и бережливости, только в 1975 г. позволили получить 15,4 тысячи рублей экономии.
Свой богатый опыт С. С. Аскаров охотно передавал молодежи. За время работы подготовил 23 аппаратчика, 9 молодым рабочим помог повысить рабочую квалификацию.
За большие заслуги в выполнении заданий девятого пятилетнего плана и достижение высоких технико-экономических показателей в работе Указом Президиума Верховного Совета СССР от 23 марта 1976 г. С. С. Аскарову присвоено звание Героя Социалистического Труда.
С 1976 года до выхода на пенсию работал сменным инженером цеха изопренового каучука Стерлитамакского завода синтетического каучука.

## Советская Армия
В ноябре 1955 года призван в ряды Советской Армии.

## Образование
В 1969 году окончил Стерлитамакский химико-технологический техникум.

## Награды
- Герой Социалистического Труда (23.3.1976).
- Награждён орденами Ленина (1966, 1976), медалями.

## Память
В мае 2010 года в Стерлитамаке в мемориальном комплексе, посвященному труженикам тыла, установлен бюст С. С. Аскарову.